# 聯合國安全理事會第72號決議
《聯合國安理會72號決議》是1949年8月11日在聯合國安全理事會第437次會議通過的。安理會收到代理調解專員完成巴勒斯坦任務的報告，這項決議決定向已故的福克·伯納多特伯爵致敬，並向當時的現任代理調解專員拉爾夫·本奇博士致意，又向駐巴勒斯坦的聯合國秘書處職員及在巴勒斯坦擔任職員或軍事觀察員的比利時、法國、瑞典和美國軍官致意。
該決議在沒有投票表決的情況下通過。

## 外部連結
- 72號決議全文 （页面存档备份，存于）